# Dress code
Dress code – zbiór zasad, dotyczących odpowiedniego dopasowania ubioru do okazji; jeden z elementów savoir-vivre.
Zasady te zależne są od regionu świata, państwa, religii czy kultury. 